# Hugo Lloris
Hugo Lloris (Nice, 26 december 1986) is een Frans voetballer die als doelman dienstdoet. Hij verruilde Olympique Lyonnais in 2012 voor Tottenham Hotspur. Eerder speelde Lloris bij OGC Nice. Lloris debuteerde in 2008 in het Frans voetbalelftal.

## Clubcarrière

### OGC Nice
Nadat hij op tienjarige leeftijd van een amateurclub uit Nice naar OGC Nice gehaald werd, doorliep hij de gehele jeugdopleiding en kwam in in het seizoen 2004/2005 voor het eerst bij de eerste selectie. Eerst zat hij voornamelijk als wisseldoelman achter de ervaren Damien Grégorini op de bank. Op 26 oktober 2005 maakte hij in een wedstrijd tegen Châteauroux zijn debuut in het betaald voetbal. Hoewel hij maar weinig speeltijd kreeg, had hij toch met enkele wedstrijden een aandeel in het bereiken van de Coupe de la Ligue-finale, die verloren ging ten bate van AS Nancy-Lorraine.
In de voorbereidingen op het seizoen 2006/2007 wist de jonge Lloris de trainer Frédéric Antonetti te overtuigen en zo op twintigjarige leeftijd de concurrentiestrijd te winnen van de voormalige Frans international Lionel Letizi en de ervaren Grégorini. Het gehele seizoen stond Lloris onder de lat.
Het seizoen 2007/08 werd voor Lloris een succesvol seizoen. Hoewel Nice op een achtste plaats eindigde, werd de doelman door de pers geroemd om zijn vaardigheden. Vlak na het einde van het seizoen werd hij door zijn collega's tot beste doelman in de Franse competitie gekozen. Lloris wist zich hierdoor in de kijker te spelen van enkele clubs, waaronder AC Milan, Tottenham Hotspur en Olympique Lyonnais. Lloris tekende uiteindelijk een contract van vijf jaar bij de Franse landskampioen uit Lyon, waar hij vanaf het seizoen 2008/2009 Grégory Coupet zou vervangen.

### Olympique Lyonnais
In de seizoenen 2008/2009 en 2009/2010 won Lloris met Lyon weliswaar geen enkele prijs, maar persoonlijk won hij die wel: hij werd in beide seizoenen door de UNFP gekozen tot beste doelman van de Ligue 1. Dat lukte hem in het seizoen 2010/2011, waarin Lyon opnieuw geen prijs won, weliswaar niet nog een keer, maar volgens 58% van de Lyon-supporters was Lloris wel degelijk de beste speler van de club dat seizoen. Lloris oogstte in zijn eerste drie seizoenen ook internationaal lof. Met reddingen in het Santiago Bernabeú van Real Madrid in 2010 en thuis en uit tegen Girondins de Bordeaux leidde Lloris zijn ploeg naar de halve finale van de Champions League in het seizoen 2009/2010. Zover was Olympique Lyonnais niet eerder in dat toernooi gekomen. Een jaar eerder maakte Lloris nog een dieptepunt mee bij de Lyonnais. De historische competitiewedstrijd tegen Olympique de Marseille werd weliswaar niet verloren, maar Lloris kreeg vijf doelpunten over zich heen, wat hem in geen enkele andere wedstrijd bij de Lyonnais overkwam. Lloris blunderde bij twee doelpunten in de in een historische 5–5 geëindigde wedstrijd.

### Tottenham Hotspur
In zijn eerste seizoen in Engelse loondienst incasseerde hij 29 tegendoelpunten in 27 competitiewedstrijden. In het begin van het seizoen zat hij geregeld op de bank ten voordele van de vijftien jaar oudere Brad Friedel, maar in oktober 2012 speelde Lloris Friedel definitief uit de basiself. In het seizoen 2013/14 speelde hij in 37 van de 38 competitiewedstrijden. Aan het einde van dat seizoen tekende hij voor vijf jaar bij bij Tottenham, naar eigen zeggen vanwege de visie van hoofdtrainer Mauricio Pochettino. Een jaar later werd Lloris benoemd tot de nieuwe aanvoerder van Tottenham, na het vertrek van Younès Kaboul.
In december 2016 verlengde Lloris zijn contract tot de zomer van 2022. In het seizoen 2016/17 hielp hij zijn club aan het beste defensieve record ooit. Over een heel seizoen kreeg Lloris slechts 26 tegendoelpunten in de Premier League. Daarmee brak hij het record van 32 tegengoals uit het seizoen 1908/09. Op 17 april 2018 speelde Lloris zijn 250'ste wedstrijd voor Tottenham Hotspur. Op 29 november 2020 speelde tegen Royal Antwerp hij zijn honderdste Europese wedstrijd, daarmee werd hij de eerste Franse keeper die dit bewerkstelligde. Op 28 februari 2021 hield hij tegen Burnley zijn honderdste clean sheet in de Premier League.
In januari 2022, verlengde Lloris zijn contract met twee jaar tot de zomer van 2024. Een maand later maakte hij in een 3-2 overwinning op Manchester City zijn 400'ste wedstrijd voor Spurs in alle competities.

## Clubstatistieken
| Seizoen         | Club               | Competitie      | Competitie | Competitie | Beker | Beker | Internationaal | Internationaal | Overig | Overig | Totaal | Totaal |
| Seizoen         | Club               | Competitie      | Wed.       | Dlp.       | Wed.  | Dlp.  | Wed.           | Dlp.           | Wed.   | Dlp.   | Wed.   | Dlp.   |
| --------------- | ------------------ | --------------- | ---------- | ---------- | ----- | ----- | -------------- | -------------- | ------ | ------ | ------ | ------ |
| 2005/06         | OGC Nice           | Ligue 1         | 5          | 0          | 6     | 0     | —              | —              | —      | —      | 11     | 0      |
| 2006/07         | OGC Nice           | Ligue 1         | 6          | 0          | 0     | 0     | —              | —              | —      | —      | 6      | 0      |
| 2007/08         | OGC Nice           | Ligue 1         | 30         | 0          | 0     | 0     | —              | —              | —      | —      | 30     | 0      |
| Club totaal     | Club totaal        | Club totaal     | 41         | 0          | 6     | 0     | 0              | 0              | 0      | 0      | 47     | 0      |
| 2008/09         | Olympique Lyonnais | Ligue 1         | 35         | 0          | 2     | 0     | 8              | 0              | 1      | 0      | 46     | 0      |
| 2009/10         | Olympique Lyonnais | Ligue 1         | 36         | 0          | 2     | 0     | 14             | 0              | —      | —      | 52     | 0      |
| 2010/11         | Olympique Lyonnais | Ligue 1         | 37         | 0          | 2     | 0     | 8              | 0              | —      | —      | 47     | 0      |
| 2011/12         | Olympique Lyonnais | Ligue 1         | 36         | 0          | 8     | 0     | 10             | 0              | —      | —      | 54     | 0      |
| 2012/13         | Olympique Lyonnais | Ligue 1         | 2          | 0          | 0     | 0     | 0              | 0              | 1      | 0      | 3      | 0      |
| Club totaal     | Club totaal        | Club totaal     | 146        | 0          | 14    | 0     | 40             | 0              | 2      | 0      | 202    | 0      |
| 2012/13         | Tottenham Hotspur  | Premier League  | 27         | 0          | 1     | 0     | 5              | 0              | —      | —      | 33     | 0      |
| 2013/14         | Tottenham Hotspur  | Premier League  | 37         | 0          | 2     | 0     | 6              | 0              | —      | —      | 45     | 0      |
| 2014/15         | Tottenham Hotspur  | Premier League  | 35         | 0          | 2     | 0     | 8              | 0              | —      | —      | 45     | 0      |
| 2015/16         | Tottenham Hotspur  | Premier League  | 37         | 0          | 0     | 0     | 9              | 0              | —      | —      | 46     | 0      |
| 2016/17         | Tottenham Hotspur  | Premier League  | 34         | 0          | 1     | 0     | 8              | 0              | —      | —      | 43     | 0      |
| 2017/18         | Tottenham Hotspur  | Premier League  | 36         | 0          | 0     | 0     | 7              | 0              | —      | —      | 43     | 0      |
| 2018/19         | Tottenham Hotspur  | Premier League  | 33         | 0          | 0     | 0     | 11             | 0              | —      | —      | 44     | 0      |
| 2019/20         | Tottenham Hotspur  | Premier League  | 21         | 0          | 2     | 0     | 4              | 0              | —      | —      | 27     | 0      |
| 2020/21         | Tottenham Hotspur  | Premier League  | 30         | 0          | 4     | 0     | 5              | 0              | —      | —      | 39     | 0      |
| 2021/22         | Tottenham Hotspur  | Premier League  | 38         | 0          | 4     | 0     | 1              | 0              | —      | —      | 43     | 0      |
| 2022/23         | Tottenham Hotspur  | Premier League  | 15         | 0          | 0     | 0     | 6              | 0              | —      | —      | 21     | 0      |
| Club totaal     | Club totaal        | Club totaal     | 343        | 0          | 16    | 0     | 70             | 0              | 0      | 0      | 429    | 0      |
| Carrière totaal | Carrière totaal    | Carrière totaal | 530        | 0          | 36    | 0     | 110            | 0              | 2      | 0      | 679    | 0      |

Bijgewerkt op 21 december 2022.

## Interlands

### Frankrijk –19
Met Frankrijk –19 wist Lloris in 2005 het Europees kampioenschap –19 te winnen. In de finale werd Engeland verslagen met 3–1. In dit team speelde hij onder meer met Abou Diaby, Yoann Gourcuff en Younès Kaboul.

### Frankrijk –21
Na succesvol te zijn geweest met Frankrijk –19 stroomde Lloris door naar Jong Frankrijk. Hij maakte deel uit van de selectie die in 2005 en 2006 het Toulon Espoirs-toernooi wist te winnen.

### Frankrijk
Lloris werd in 2008 voor het eerst opgeroepen door bondscoach Raymond Domenech. De 21-jarige doelman zou uiteindelijk twee oefenwedstrijden spelen met Frankrijk A' tegen Congo en Mali, maar werd uiteindelijk niet opgenomen in de definitieve selectie voor het Europees kampioenschap voetbal 2008. Op het wereldkampioenschap voetbal 2010 was Lloris wel aanwezig; hij speelde in de drie groepswedstrijden mee, maar ging met zijn elftal na de groepsfase naar huis met één punt op zak. Hij nam met Les Bleus eveneens deel aan het Europees kampioenschap voetbal in Polen en Oekraïne, waar de ploeg van bondscoach Laurent Blanc in de kwartfinale werd uitgeschakeld door titelverdediger Spanje. Het duel werd met 2–0 verloren.
Op 13 mei werd door de Franse voetbalbond bekendgemaakt dat Lloris deel uitmaakte van de selectie voor het wereldkampioenschap voetbal 2014 in Brazilië. De andere geselecteerde doelmannen waren Mickaël Landreau (SC Bastia) en Steve Mandanda (Olympique Marseille). Hij speelde mee in alle wedstrijden van Frankrijk, dat in de kwartfinale door latere kampioen Duitsland werd uitgeschakeld. Bondscoach Didier Deschamps nam Lloris op 12 mei 2016 op in de Franse selectie voor het EK 2016, in eigen land. Hierop bereikten zijn ploeggenoten en hij de finale, die ze met 0–1 verloren van Portugal. Hij was de speler met de meeste interlands in de selectie.
Op het WK 2018 werd Frankrijk onder zijn leiding wereldkampioen in Rusland; vier jaar later bij het WK 2022 in Qatar werd Frankrijk in de finale verslagen door Argentinië. Lloris speelde in die finale zijn 145'ste interland. Dat toernooi is hij Lilian Thuram (142) voorbijgegaan als recordinternational.
Op 9 januari 2023 maakte hij bekend te stoppen als international van Frankrijk.

## Erelijst
| Competitie            |                |                |                |                |
| Competitie            | Aantal         | Jaren          |                |                |
| Olympique Lyon        | Olympique Lyon | Olympique Lyon | Olympique Lyon | Olympique Lyon |
| --------------------- | -------------- | -------------- | -------------- | -------------- |
| Coupe de France       | 1x             | 2011/12        |                |                |
| Trophée des Champions | 1x             | 2012           |                |                |
| Frankrijk –19         |                |                |                |                |
| UEFA EK –19           | 1x             | 2005           |                |                |
| Frankrijk             |                |                |                |                |
| FIFA WK               | 1x             | 2018           |                |                |
| UEFA Nations League   | 1x             | 2020/21        |                |                |

Individueel
| Prijs                        | Aantal | Jaren                     |
| ---------------------------- | ------ | ------------------------- |
| Ligue 1 Doelman van het Jaar | 3x     | 2008/09, 2009/10, 2011/12 |
| Ligue 1 Team van het Jaar    | 3x     | 2008/09, 2009/10, 2011/12 |